# Хадер
Хадер (на арабски: الخضر) е град в централна Палестина, част от мухафазата Витлеем на Западния бряг. Населението му е около 12 000 души (2017).
Разположен е на 828 метра надморска височина в Юдейските планини, на 5 километра югозападно от град Витлеем и на 5 километра югоизточно от границата с Израел. Селището е основано в края на XVIII или началото на XIX век, а и след Договорите от Осло почти цялото му землище остава под пълния контрол на Израел.